# Грихальва, Рауль
Рауль Мануэль Грихальва (англ. Raúl Manuel Grijalva; 19 февраля 1948, Тусон, Аризона — 13 марта 2025, Тусон, Аризона) — американский политик, представляющий прогрессивное крыло Демократической партии. Член Палаты представителей США от штата Аризона с 3 января 2003 до своей смерти 13 марта 2025 года.

## Биография
Родился на ранчо в 30 милях к югу от Тусона, его отец был иммигрантом из Мексики, прибывшим в США в 1945 году в рамках программы брасеро. Окончил Аризонский университет со степенью бакалавра искусств по социологии (1987). В молодости Грихальва возглавлял аризонское отделение радикальной левонационалистической партии Raza Unida, представлявшей интересы чикано. В 1972 году он неудачно участвовал в выборах в школьный совет Тусона, после чего перешел на более умеренные позиции.
В 1974 году был избран в школьный совет Тусона и оставался его членом до 1986 года. На этой должности он принимал участие во внедрении двуязычного образования в Аризоне и десегрегации городских школ. Грихальва был членом наблюдательного совета округа Пима с 1989 по 2002 год, с 2000 по 2002 год возглавляя его. В 2002 году ушел в отставку, чтобы принять участие в выборах в Конгресс.
В 2002 году был избран в Палату представителей США от седьмого округа Аризоны, который был образован по итогам переписи населения 2000 года. На внутрипартийных выборах демократов он получил 40,85 % голосов избирателей, опередив ближайшего конкурента на 20 процентных пунктов. На основных выборах Грихальва был избран в Конгресс с результатом в 59 % голосов избирателей.
В июне 2023 года Рауль Грихальва отправился в Пуэрто-Рико, чтобы обсудить перспективы государственности и вопросы энергетики в Пуэрто-Рико. с губернатором Пуэрто-Рико Педро Пьерлуизи.
Умер 13 марта 2025 года в Тусоне от осложнений лечения рака, в возрасте 77 лет.